# 仮装巡洋艦
仮装巡洋艦（かそうじゅんようかん）は、貨客船に火器を備え付けた武装商船の一種で、通商破壊作戦や補助的任務に投入された特設艦船のこと。補助巡洋艦、特設巡洋艦とも呼称された。巡洋艦の名称がつけられているが、民間船を改造した艦艇であるため、軍艦とは船体構造が異なる。

## 概要
仮装巡洋艦の用例の第一は、第一次世界大戦や第二次世界大戦において中立国の商船に偽装して敵国の商船を襲撃したドイツの軍艦を指す。ドイツ語の Hilfskreuzer の訳語で、より直訳的には補助巡洋艦となる。第二次世界大戦ではその目的から通商破壊巡洋艦 (HSK : Handelstörkreuzer) と名付けた。イギリス海軍はこの種のドイツ艦船を商船襲撃艦 (Merchant raider) と呼び、海上兵力の多くを投入して追跡した。例えば、仮装巡洋艦アトランティスには Raider-C 、トールには Raider-E といった具合に符丁をつけ、すべてのドイツ仮装巡洋艦をマークしていた。
仮装巡洋艦の用例の第二は、日露戦争から第一次世界大戦の時期の日本における特設艦船の下位ー分類としての呼称である。日清戦争では、この名称は用いていない。日露戦争の日本海海戦でバルチック艦隊を発見した信濃丸（日本郵船）も、哨戒任務についていた「仮装巡洋艦」であった。また外国の同等の艦種も、「仮装巡洋艦」と呼んだ。特設巡洋艦は昭和に入ってからの呼称である。
武装した商船一般については武装商船、日本海軍の商船改装軍艦の詳細については特設艦船を参照。

## 解説
仮装巡洋艦は、旅客船、油槽船、貨物船など既存の商船を改造して武装化した特殊艦艇である。特設巡洋艦、補助巡洋艦と呼称されることもある。
“巡洋艦”と銘打っているが、元々が民間船であるため装甲等の防御力は申し訳程度しかなく、爆撃や砲撃で簡単に沈められた。敵の軍艦と正面から戦う艦種ではない。ただし正規の巡洋艦を建造するよりも時間と費用を節約できる上に、数を補うことが可能である。また巡洋艦は多彩な任務に対応する汎用艦艇であり、主力艦を支援する補助艦艇でもある。仮装巡洋艦を補助的任務に投入することで、正規の軍艦を戦闘に集中させることができた。
また通商破壊をおこなう仮装巡洋艦が特定の海域に存在するだけで、敵国はシーレーンを防衛するため戦力を投入しなくてはならず、海軍力の分散を強いられる。この意味で、仮装巡洋艦は実際の戦闘力（戦果）よりも大きな影響力を持っていた。
商船を流用しているとはいえ海軍籍であるため、乗員は全て海軍籍の将兵があてられた。通商破壊を任務とする場合、軍艦然とした船舶が商船に近づけば、警戒されて逃げられるおそれがある。そこで、武装の多くは船端に隠れるように設置され、さらにカバーをかけるなど隠蔽していた。船腹の窓や扉で隠され、砲戦時のみ大砲を展開するという事例もあった。また甲板員は軍服ではなく民間船員服を着用し、中立国の国旗を靡かせて、中立国の商船に偽装することも多かった。太平洋戦争で日本海軍が投入した「愛国丸」「報国丸」に至っては、甲板員が女装した場合すらあった。これは仮装巡洋艦の運用にあたって第一次世界大戦のQシップやドイツ仮装巡洋艦のエピソードに倣い、敵巡洋艦と遭遇した際に「本船は民間船である」とごまかすための措置であったという。
確実に標的を捕捉するために、民間船を装ったまま十分に接近してからはじめて国際法上要求される自国の海軍旗を掲げて攻撃を開始する戦法がとられていた。攻撃は、弾薬節約のために威嚇射撃のみに留め、離脱や通報の危険があった場合のみ砲撃するという手順が通常であった。一部の仮装巡洋艦は索敵や連絡のため水上偵察機を搭載し、さらに魚雷や機雷を搭載していた。一部の仮装巡洋艦は、洋上で味方潜水艦に魚雷や燃料を補給するなど、潜水母艦としての役割も担った。
標的船舶の停船に成功した場合は、ボートを使って拿捕部隊（de）が乗り移った。拿捕した船舶は、積み荷や船自体の価値・船の速力、あるいは襲撃者がおかれた状況を検討し、海没処分するか有効活用するために味方の港湾に回航するかが決められた。場合によっては、補給船および捕虜収容船として使用するために、拿捕した船舶をそのまま同伴することもあった。ドイツ帝国海軍のゼーアドラー号では、航海中に艦内に捕虜を収容する余裕がなくなったため、拿捕船に捕虜を集めて中立国に送り届けている。
拿捕した船舶を沈没させる場合には、弾薬の節約のために爆薬を仕掛けて自沈させる方法がよくとられた。魚雷による雷撃処分も行われた。拿捕部隊は、処分が自沈と利用のいずれになっても良いように天測用具など航海に必要な器具・材料を爆薬とともに拿捕する船に持ち込んだ。回航班は少人数であるため、捕虜とした船員をそのまま持ち場につかせて航海することもあった。

### 第一次世界大戦
第一次世界大戦がはじまると、極東、太平洋、インド洋、地中海などに派遣されていたドイツ帝国海軍の艦隊や艦艇は連合国各国の艦隊に追い詰められ、1915年8月までに一掃された。1916年5月31日のユトランド沖海戦でドイツ帝国海軍の大洋艦隊 (Hochseeflotte) とイギリス海軍のグランドフリート (Grand Fleet) が交戦し、ドイツ帝国海軍は戦略的に敗北した。大洋艦隊は現存艦隊主義を採ったが海上封鎖により行動を制限され、イギリス海軍との兵力差は開く一方だった。ドイツ帝国海軍で通商破壊戦をおこなうのは、Uボートと数隻の武装商船（仮装巡洋艦）だけになった。
仮装巡洋艦は長期間にわたり洋上で活動するため、燃料や食料の欠乏に悩まされた。第一次世界大戦当時の艦船は蒸気機関が主力であり、石炭を補給することなしに長期間航海をすることができなかった。世界中に根拠地と同盟国を持つイギリス帝国（連合国）を敵とするドイツ帝国（中央同盟陣営）に石炭を供給する国は多くなかった。また、ドイツ帝国の海外植民地も次々に攻略され、石炭貯蔵所もなくなった。このため、しばしば拿捕した船の石炭（と食糧）を利用して航海を続けた。
石炭の補給なしに長期間に渉り通商破壊戦を継続できる帆船を利用したゼーアドラー (SMS Seeadler) と艦長フェリクス・フォン・ルックナー少佐の活躍は有名である。太平洋でゼーアドラー号を追跡した日本海軍の第三特務艦隊（司令官山路一善少将）は、捕虜となったルックナー少佐を旗艦筑摩に招いて対談している。
- ドイツ帝国海軍の主な仮装巡洋艦
  - ヴォルフ
  - メーヴェ[59]
  - カップ・トラファルガー[57]（イギリス海軍の補助巡洋艦カルマニアと交戦して沈没[36]。）
  - グライフ
  - カイザー・ヴィルヘルム・デア・グローセ
  - クローンプリンツ・ヴィルヘルム（ドイツ語版）（大西洋で行動中に乗組員の大半が栄養失調となり、参戦前のアメリカ合衆国に入港して武装解除される[67]。）
  - プリンツ・アイテル・フリードリヒ
  - ゼーアドラー[59]

### 第二次世界大戦
第二次世界大戦でもドイツ海軍 (Kriegsmarine) は仮装巡洋艦（補助巡洋艦）を多数準備した。1935年6月の英独海軍協定締結後、ドイツ海軍はZ計画という名称で、ビスマルク級戦艦やH級戦艦、大型空母複数隻を含む艦隊建造計画を練っていた。だが1939年9月のポーランド侵攻と世界大戦勃発は、Z計画とレーダー元帥の構想を破綻させた。ドイツ海軍は通商破壊用の武装商船を準備することにし、商船の改装を開始した。1940年春に第一陣の出撃準備が整い、大西洋、インド洋、太平洋に展開した（オーストラリア海域における枢軸海軍の活動）。大西洋では「アトランティス」の活躍が特に有名で、同艦はオートメドン号事件でイギリス極東軍司令部の機密文書（英軍暗号書、作戦計画書）を入手、拿捕船を経由して日本に届けたこともある。太平洋方面に対しては仮装巡洋艦2隻（オリオン、コメート）と補給船で極東部隊 (Fernost-Verband) が編制され、ナウル砲撃などを実施した。
イギリス海軍が補助巡洋艦 (Auxiliary cruiser) と呼び、日本海軍が特設巡洋艦と呼んだ日本の商船改造艦は、友軍の航空優勢の下で活動し、燃料補給にもそれほどの問題がなかったので、10,000トン前後かそれ以上の客船を転用した。偽装は全く行わないか、またはごく簡単に行う場合が多かった。ドイツ海軍の仮装巡洋艦と同じように、敵国の軍艦と正面から対決した場合は一方的に撃沈された。日本海軍は報国丸級貨客船（報国丸、愛国丸）で第二十四戦隊を編制し、南太平洋やインド洋で通商破壊作戦を実施した。ディエゴ・スアレス奇襲作戦における報国丸と愛国丸は、洋上で行動する潜水艦への補給艦（特設潜水母艦）としての役割も担った。
一方、ドイツ海軍 (Kriegsmarine) やイタリア王立海軍 (Regia Marina) のようにほぼ敵の制海権・制空権下において通商破壊艦として活動する場合には、入念な偽装が施され、目立たない数千トンの高速貨物船を利用した。第二次世界大戦初期、ドイツ海軍はポケット戦艦やシャルンホルスト級戦艦など水上艦による通商破壊戦を活発に実施し、大きな戦果を挙げた。それと同時に、連合国軍の兵力拘束という戦略目標も達成した。だが1941年（昭和16年）5月下旬のライン演習作戦失敗と戦艦ビスマルク沈没より、大型艦による大西洋での通商破壊戦は終結した。この状況の下、ドイツ仮装巡洋艦はドイツ軍令部の作戦指導下で運用され続けた。補助任務として、Uボートに対する燃料補給の役目も担当している。1941年12月8日の太平洋戦争勃発後、ドイツ海軍の通商破壊艦は大日本帝国の港湾を最大限活用できるようになった。1942年頃から連合国軍の哨戒網の強化に伴い、大西洋や太平洋を問わず多くが撃沈される。1943年までには活動を終えた。生き残りの仮装巡洋艦の一部は改装され、防空戦闘機部隊の指揮艦に転用された。
- ドイツ海軍（国防軍）の主な仮装巡洋艦
  - オリオン （Orion, Schiff 36。イギリス軍コードネーム Raider A）
  - アトランティス（Atlantis, Schiff 16。Raider C。1941年11月下旬[89]、英海軍の重巡デヴォンシャーに撃沈される[12]。）
  - コメート （Komet, Schiff 45。Raider B）[90]
  - トール（Thor, Schiff 10[注釈 31]。Raider E。艦長はギュンター・グンプリッヒ（ドイツ語版）大佐[91]。1942年10月、横浜港に到着[注釈 32]。11月30日に横浜港ドイツ軍艦爆発事件で全損。トオル号。）
  - ミヒェル（Michel, Schiff 28。Raider H。1943年3月に神戸に来航し、来日時のルクテシェル（英語版、ドイツ語版）艦長は昭和天皇に謁見し、叙勲された[93][26]。グンプリッヒ大佐を新艦長に迎えて行動中の1943年10月17日、潜水艦ターポンに撃沈される[注釈 33]。）
  - ヴィダー（Widder, Schiff 21。Raider D）（第二次世界大戦を生き延びた[23]。）
  - ピングィン（Pinguin, Schiff 33。Raider F。1941年5月8日、英海軍の重巡コーンウォールにより撃沈される[83]。）
  - コルモラン（Kormoran, Schiff 41。Raider G。1941年11月19日[95]、オーストラリア海軍の軽巡シドニーと相討ちになり沈没[96]。）
  - シュティーア（Stier, Schiff 23。Raider J）
  - コロネル（Coronel, Schiff 14。Raider K）（その後、機雷原啓開船や夜間戦闘機指揮艦として活用）
- イタリア王立海軍の主な仮装巡洋艦
  - ラム1世（英語版、イタリア語版）（バナナボートを改造したラム級仮装巡洋艦。1941年2月27日、インド洋でニュージーランド海軍の軽巡リアンダーに撃沈される。）
  - ラム2世（英語版、イタリア語版）（日本に来航。イタリアの降伏により神戸港で自沈したが、日本海軍が浮揚して給糧艦に改造、生田川丸と改名した。）
  - ラム3世（英語版、イタリア語版）